# 1829 aux États-Unis
Pour des articles plus généraux, voir Chronologie des États-Unis et 1829.
Chronologie des États-Unis
- 1825
- 1826
- 1827
- 1828
- 1829
- 1830
- 1831
- 1832
- 1833

Cette page concerne des événements d'actualité qui se sont produits durant l'année 1829 du calendrier grégorien aux États-Unis.

## Gouvernement
- Président : John Quincy Adams (National-Républicain) puis Andrew Jackson Démocrate à partir du 4 mars
- Vice-président : John Caldwell Calhoun (Républicain-Démocrate)
- Secrétaire d'État : Henry Clay (National-Républicain) jusqu'au 3 mars, puis Secrétaire d'État intérimaire : James Alexander Hamilton à partir du 4 mars jusqu'au 27 mars, puis Secrétaire d'État : Martin Van Buren Démocrate à partir du 28 mars
- Chambre des représentants - Président :   Andrew Stevenson Démocrate jusqu'au 4 mars puis à partir du 7 décembre

## Événements
- 4 mars : cérémonie d'investiture à Washington D.C. du septième président des États-Unis, Andrew Jackson.
- 1er juin : création du quotidien The Philadelphia Inquirer.
- 21 juillet : premier numéro de The Providence Journal, le plus ancien journal quotidien des États-Unis.
- 28 septembre : The Walker’s Appeal, pamphlet antiesclavagiste de David Walker est publié à Boston dans le Freedom’s journal. La tête de Walker est mise à prix par l’État de Géorgie et il est assassiné le 28 juin 1830.
- 2 décembre : l’esclavage est rétabli au Texas. Le Texas est exempté de la loi d’abolition en vigueur au Mexique.
- Après l’élection de Jackson, la Géorgie, l’Alabama et le Mississippi votent des lois qui étendent les prérogatives des États sur les Indiens vivant sur leurs territoires et ce, malgré une loi fédérale de 1802. Ces lois ne reconnaissent pas la tribu comme unité légale, interdisent les conseils de tribus, suppriment les pouvoirs des chefs et imposent aux Indiens les obligations militaires et les taxes locales tout en leur refusant le droit de voter, celui de s’habiller à l’européenne et de témoigner devant une cour de justice. Les terres indiennes sont divisées en parcelles afin d’être redistribuées par lots. Les Blancs sont encouragés à s’installer sur les territoires indiens.
- Le travail de conception de la première encyclopédie américaine, the Encyclopedia Americana, commence.
- L'Américain Jacob Bigelow publie Elements of technology, cet ouvrage est semble-t-il à l'origine de l'usage populaire du mot technology dans la langue anglaise avec un sens différent de celui qu'on lui donnait dans la langue française[1].
- Joseph Smith traduit des tablettes métalliques qu'il aurait trouvées sous terre, sur indication d'un ange, sous le nom de Livre de Mormon, qui deviendra l'un des textes sacrés du mormonisme.
- John Ross (chef cherokee), proteste officiellement à Washington contre des confiscations de territoires Cherokee par l'État de Géorgie en 1828. Andrew Jackson lui répond que les Cherokees doivent émigrer à l'ouest du Mississippi.

#### Articles généraux
- Histoire des États-Unis de 1776 à 1865
- Évolution territoriale des États-Unis

#### Articles sur l'année 1829 aux États-Unis
- Second Traité de Prairie du Chien
- Troisième Traité de Prairie du Chien